# Encyclia fabianae
Encyclia fabianae là một loài thực vật có hoa trong họ Lan. Loài này được B.P.Faria, A.D.Santana & Péres Junior mô tả khoa học đầu tiên năm 2007.